# Grammy Awards de 1985
A 27.ª cerimônia anual do Grammy Awards foi realizada em 26 de fevereiro de 1985, no Shrine Auditorium, Los Angeles, e foi transmitida ao vivo pela rede de televisão americana CBS. Eles reconheceram realizações de músicos do ano de 1984.

## Vencedores e indicados

### Geral
| Gravação do ano - "What's Love Got To Do With It" – Tina Turner - "Hard Habit to Break" – Chicago - "Girls Just Want to Have Fun" – Cyndi Lauper - "The Heart of Rock & Roll" – Huey Lewis and the News - "Dancing in the Dark" – Bruce Springsteen                    | Álbum do ano - Can't Slow Down – Lionel Richie - She's So Unusual – Cyndi Lauper - Purple Rain – Prince e The Revolution - Born in the U.S.A. – Bruce Springsteen - Private Dancer – Tina Turner |
| Canção do ano - "What's Love Got To Do With It" – Graham Lyle e Terry Britten - "Against All Odds (Take a Look at Me Now)" – Phil Collins - "Hello" – Lionel Richie - "I Just Called to Say I Love You" – Stevie Wonder - "Time After Time" – Cyndi Lauper e Rob Hyman | Artista revelação - Cyndi Lauper - Sheila E. - Frankie Goes to Hollywood - Corey Hart - The Judds                                                                                                |

### Blues
| Best Traditional Blues Album - Blues Explosion – Sugar Blue, John P. Hammond, J.B. Hutto & the New Hawks, Luther 'Guitar Junior' Johnson, Koko Taylor & the Blues Machine & Stevie Ray Vaughan & Double Trouble - You've Got Me Loving You – Bobby Bland - I'm in a Phone Booth, Baby – Albert King - Kansas City Here I Come – Big Joe Turner - Guitar Slinger – Johnny Winter |

### Infantil
| Best Recording for Children - Where the Sidewalk Ends – Ron Haffkine & Shel Silverstein - Agapeland at Play with Holly Heart - Flashbeagle - Jim Henson's Muppets Present Fraggle Rock - Kids' Praise! 4: Singsational Servants - The Muppets Take Manhattan |

### Clássica
| Best Orchestral Performance - Prokofiev: Symphony No. 5 in B Flat – Jay David Saks, Leonard Slatkin & St. Louis Symphony | Best Classical Vocal Solo - Ravel: Songs of Maurice Ravel – Pierre Boulez, Heather Harper, Jessye Norman & José van Dam, BBC Symphony Orchestra & Ensemble InterContemporain |
| Best Opera Recording - Bizet: Carmen (Original Soundtrack) – Michel Glotz, Lorin Maazel, Julia Migenes-Johnson, Plácido Domingo, Ruggero Raimondi, Faith Esham, Choeur de Radio France e Maîtrise de Radio France & Orchestre National de France | Best Choral Performance - Brahms: A German Requiem – James Levine, Margaret Hillis & Chicago Symphony Orchestra & Chorus                                                     |
| Best Instrumental Soloist(s) Performance (with orchestra) - Wynton Marsalis, Edita Gruberova: Handel, Purcell, Torelli, Fasch, Molter – Raymond Leppard, Wynton Marsalis & English Chamber Orchestra                                             | Best Instrumental Soloist Performance (without orchestra) - Bach: The Unaccompanied Cello Suites – Yo-Yo Ma                                                                  |
| Best Chamber Music Performance - Beethoven: The Late String Quartets – Juilliard String Quartet | Best Classical Contemporary Composition - Antony and Cleopatra – Samuel Barber & Christian Badea                                                                             |
| Best Classical Album - Amadeus (Original Soundtrack) – John Strauss, Neville Marriner, Ambrosian Opera Chorus, Choristers of Westminster Abbey & Academy of St Martin in the Fields                                                              | |

### Comédia
| Best Comedy Album - "Eat It" – "Weird Al" Yankovic - Rappin' Rodney – Rodney Dangerfield - Hurt Me Baby – Make Me Write Bad Checks! – Rick Dees - The Three Faces of Al – Firesign Theatre - Richard Pryor: Here and Now – Richard Pryor |

### Composição/Arranjo
| Best Instrumental Composition - "The Natural" – Randy Newman - "Olympic Fanfare and Theme" – John Williams | Best Arrangement, Instrumental or A Cappella - "Grace (Gymnastics Theme)" – Quincy Jones & Jeremy Lobbock |
| Best Arrangement, Instrumental and Vocals - "Hard Habit To Break" – David Foster & Jeremy Lubbock | Best Vocal Arrangement for Two or More Voices - "Automatic" – Anita Pointer, June Pointer & Ruth Pointer  |
| Best Score Soundtrack for Visual Media - Purple Rain – Prince & the Revolution - Against All Odds – Phil Collins, Stevie Nicks, Peter Gabriel, Stuart Adamson, Michael Rutherford, Kid Creole, Michel Colombier, Larry Carlton - Footloose – Bill Wolfer, Dean Pitchford, Kenny Loggins, Tom Snow, Sammy Hagar, Michael Gore, Eric Carmen, Jim Steinman - Ghostbusters – Ray Parker Jr., Kevin O'Neal, Bobby Alessi, David Immer, Tom Bailey, Graham Russell, David Foster, Jay Graydon, Diane Warren, Mick Smiley, Elmer Bernstein - Yentl – Michel Legrand, Alan Bergman, Marilyn Bergman | |

### Country
| Best Female Country Vocal Performance - "In My Dreams" – Emmylou Harris - "Your Heart's Not in It" – Janie Fricke - "The Sound of Goodbye" – Crystal Gayle - Heart over Mind – Anne Murray - "Tennessee Homesick Blues" – Dolly Parton                                                                                             | Best Male Country Vocal Performance - "That's the Way Love Goes" – Merle Haggard - "God Bless the USA" – Lee Greenwood - "City of New Orleans" – Steve Goodman - "Country Boy" – Ricky Skaggs - "All My Rowdy Friends Are Coming Over Tonight" – Hank Williams Jr. |
| Best Country Performance by a Duo or Group with Vocal - "Mama He's Crazy" – The Judds - If You're Gonna Play in Texas (You Gotta Have a Fiddle in the Band) – Alabama - "To Me" – Barbara Mandrell & Lee Greenwood - "Nobody Loves Me Like You Do" – Anne Murray & Dave Loggins - As Time Goes By – Willie Nelson & Julio Iglesias | Best Country Song - "City of New Orleans" – Steve Goodman - "All My Rowdy Friends Are Coming Over Tonight" – Hank Williams Jr. - "Faithless Love" – J. D. Souther - "God Bless the U.S.A." – Lee Greenwood - "Mama He's Crazy" – Kenny O'Dell                      |
| Best Country Instrumental Performance - "Ricky Skaggs" – Wheel Hoss | |

### Folk
| Best Ethnic or Traditional Folk Recording - Elizabeth Cotten Live! – Elizabeth Cotten |

### Gospel
| Best Gospel Performance, Female - "Angels" – Amy Grant                                                                    | Best Gospel Performance, Male - Michael W. Smith – Michael W. Smith                                                             |
| Best Soul Gospel Performance, Female - Sailin' – Shirley Caesar                                                           | Best Soul Gospel Performance, Male - "Always Remember" – Andraé Crouch                                                          |
| Best Gospel Vocal Performance by a Duo or Group, Choir or Chorus - "Keep The Flame Burning" – Debby Boone & Phil Driscoll | Best Soul Gospel Performance by a Duo or Group, Choir or Chorus - "Sailin' on the Sea of Your Love" – Shirley Caesar & Al Green |
| Best Inspirational Performance - "Forgive Me" – Donna Summer                                                              | |

### Histórico
| Best Historical Album - Big Band Jazz – J. R. Taylor - Cotton Club Stars – Bernard Brightman - A Golden Celebration – Gregg Geller & Joan Deary - History Speaks: Franklin Delano Roosevelt – George Spitzer & Pat Sweeting - World's First Entertainment Recordings 1889–1896 – George Garabedian |

### Jazz
| Best Jazz Instrumental Performance, Soloist - "Hot House Flowers" – Wynton Marsalis | Best Jazz Instrumental Album - New York Scene – Jazz Messengers |
| Best Large Jazz Ensemble Album - 88 Basie Street – Count Basie                      | Best Jazz Fusion Performance - First Circle – Pat Metheny Group |
| Best Inspirational Performance - Nothin' but the Blues – Joe Williams               |                                                                 |

### Latina
| Best Latin Pop Album - Siempre en Mi Corazón — Always in My Heart – Plácido Domingo - María Conchita – María Conchita Alonso - Como Tu Quieres – José Feliciano - Secretos – José José - Invítame – Johnny - Evolución – Menudo    | Best Tropical Latin Album - Palo Pa' Rumba – Eddie Palmieri - Bien Sabroso! – Poncho Sánchez - In Alaska: Breaking the Ice – El Gran Combo de Puerto Rico - Buscando América – Rubén Blades - Criollo – Willie Colón - Y Ahora! – Los Socios del Ritmo |
| Best Mexican/Mexican-American Album - Me Gustas Tal Como Eres – Sheena Easton & Luis Miguel - Concavo y Convexo – Roberto Carlos - "Un Amor Especial" – Yolanda del Río - Recuerdos II – Juan Gabriel - Eternamente Tuyo – Raphael | |

### Teatro musical
| Best Musical Theater Album - Sunday in the Park with George – Stephen Sondheim & Thomas Z. Shepard |

### Vídeos musicais
| Best Music Video - "Jazzin' for Blue Jean" — David Bowie - Ashford & Simpson – Ashford & Simpson - Phil Collins – Phil Collins - Thomas Dolby – Thomas Dolby - "Twist of Fate" – Olivia Newton-John - "Scenic Views" – Rubber Rodeo | Best Music Film - Making Michael Jackson's Thriller – Michael Jackson - Serious Moonlight – David Bowie - We're All Devo – Devo - Sweet Dreams (Are Made of This) – Eurythmics - Billy Joel Live from Long Island – Billy Joel - Heartbeat City – The Cars |

### Packaging e notas
| Best Recording Package - She's So Unusual — Janet Perr - Willie Nelson – Bill Johnson, Virginia Team & Jeff Morris for - Every Man Has a Woman – Bill Levy - No Brakes – John Waite - Bewitched – Andy Summers & Michael Ross | Best Album Notes - Virginia Traditions Work Songs – Glenn Hinson - Amadeus (Original Soundtrack) – Grover Sales - An Anthology of Sacred Carols for Classical Guitar – James Sundquist - A Golden Celebration – Z Factor & Lorene Lortie for A Golden Celebration |

### Pop
| Melhor performance feminina pop - "What's Love Got to Do with It" – Tina Turner - "The Glamorous Life" – Sheila E. - "Strut" – Sheena Easton - "Girls Just Want to Have Fun" – Cyndi Lauper - "Let's Hear It for the Boy" – Deniece Williams | Melhor performance masculina pop - "Against All Odds (Take a Look at Me Now)" – Phil Collins - "Footloose" – Kenny Loggins - "Hello" – Lionel Richie - "I Just Called to Say I Love You" – Stevie Wonder - "Missing You" – John Waite                                  |
| Melhor performance pop por uma dupla ou grupo - "Jump (For My Love)" – The Pointer Sisters - "Drive" — The Cars - "Hard Habit to Break" — Chicago - "Wake Me Up Before You Go-Go" — Wham! - "Owner of a Lonely Heart" — Yes                  | Melhor performance instrumental pop - "Ghostbusters (Instrumental)" – Ray Parker Jr. - Nightsongs – Earl Klugh - "Jump (For My Love)" – Steve Mitchell, Richard Perry & Howard Rice - "The Natural" – Randy Newman - "I Just Called to Say I Love You" – Stevie Wonder |

### Produção/Engenharia
| Best Engineered Album, Non-Classical - Chicago 17 – Humberto Gatica - Aerial Boundaries – Steven Miller - Can't Slow Down – Calvin Harris - Heartbeat City – Nigel Green - Into the Gap – Phil Thornalley | Best Engineered Album, Classical - Prokofiev: Symphony No. 5 in B Flat, Op. 100 – Paul Goodman, Leonard Slatkin & the Saint Louis Symphony |
| Producer of the Year, Non-Classical - James Anthony Carmichael & Lionel Richie, empatados com David Foster - Prince & the Revolution - Robert John Mutt Lange & The Cars - Michael Omartian               | Producer of the Year, Classical - Steven Epstein - Thomas Z. Shepard - Marc Aubort & Joanna Nickrenz - Jay David Saks - Robert Woods       |

### R&B
| Best Female R&B Vocal Performance - "I Feel for You" – Chaka Khan - Patti Austin – Patti Austin - "Let the Music Play" – Shannon - "Let's Stay Together" – Tina Turner - "Let's Hear It for the Boy" – Deniece Williams                                                                                   | Best Male R&B Vocal Performance - "Caribbean Queen" – Billy Ocean - Don't Stop – Jeffrey Osborne - In the Name of Love – Bill Withers - It's Your Night – James Ingram - "The Woman In Red" – Stevie Wonder |
| Best R&B Performance by a Duo or Group with Vocals - "Yah Mo B There" – James Ingram & Michael McDonald - "Edgartown Groove" – Kashif & Al Jarreau - "Tell Me I'm Not Dreamin' (Too Good to Be True)" – Jermaine Jackson & Michael Jackson - "The Last Time I Made Love" – Joyce Kennedy, Jeffrey Osborne | Best R&B Instrumental Performance - Sound-System – Herbie Hancock |
| Best R&B Song - "I Feel For You" – Prince - "Dancing in the Streets" – Shalamar - "Yah Mo B There" – James Ingram & Michael McDonald - "Caribbean Queen" – Billy Ocean - "The Glamorous Life" – Sheila E.                                                                                                 | |

### Reggae
| Best Reggae Album - Anthem – Black Uhuru - "Reggae Nights" – Jimmy Cliff - "Steppin' Out" – Steel Pulse - Captured Live – Peter Tosh - King Yellowman – Yellowman |

### Rock
| Best Female Rock Vocal Performance - "Better Be Good To Me" – Tina Turner - "Dancin' on the Edge" – Lita Ford - "Here She Comes" – Bonnie Tyler - W.O.W. – Wendy O. Williams - "Rock It Out" – Pia Zadora | Best Male Rock Vocal Performance - "Dancing in the Dark" – Bruce Springsteen - "Blue Jean" – David Bowie - "Rebel Yell" – Billy Idol - "Restless" – Elton John - "Pink Houses" – John Cougar Mellencamp                   |
| Best Rock Performance by a Duo or Group with Vocal - Purple Rain – Prince & the Revolution - Heartbeat City – The Cars - Genesis – Genesis - "Jump" – Van Halen - 90125 – Yes                             | Best Rock Instrumental Performance - "Cinema" – Yes - "Vibramatic" – Lionel Hampton - "Home by the Sea" – Genesis - "Donut City" – Eddie Van Halen - Stevie Ray Vaughan & Double Trouble – "Voodoo Child (Slight Return)" |

### Falado
| Best Spoken Word Album - The Words of Gandhi – Ben Kingsley - The Real Thing (Broadway Cast) – Jeremy Irons & Glenn Close - Our Time Has Come – Jesse Jackson - Heart Play (Unfinished Dialogue) – John Lennon & Yoko Ono |